# Presidente Kennedy (Espírito Santo)
Presidente Kennedy es un municipio brasileño del estado del Espírito Santo. Se localiza en el extremo sur del estado del Espírito Santo a una latitud 21°05'56" sur y a una longitud 41°02'48" oeste estando a una altitud de 55 metros. Su población estimada en 2008 por el IBGE era de 10.903 habitantes. Posee un área de 586,464 km².
Presidente Kennedy es una de las ciudades menos populosas del Espírito Santo, sin embargo con la mayor renta per cápita, debido al petróleo, de Brasil con aproximadamente R$ 7.185,96 aumento por causa del comienzo de la producción por Shell y por la explotación en la camada pré-sal en el Océano Atlántico por Petrobras.